# 石川瑠華
石川 瑠華（いしかわ るか、1997年3月22日 - ）は、日本の女優。埼玉県出身。ソニー・ミュージックアーティスツ所属。チーズfilmサポートタレント。

## 経歴
西武学園文理中学校・高等学校卒業、上智大学理工学部物質生命理工学科中退。
制作会社・芸能事務所チーズfilmのトレーニングを半年間受講したのち、2018年8月11日に同事務所への所属が発表され、女優としての活動を開始した。
事務所所属後、8月の舞台「SUGAR WORKS」でデビュー。初の映像出演は第2回未完成映画予告編大賞出品作の『猿楽町で会いましょう』の主演・ユカ役で、同作はグランプリと小原信次賞を受賞し、2019年に本編の製作が決定。第32回東京国際映画祭の日本映画スプラッシュ部門正式出品作に選出され、2020年から渋谷シネクイントから全国順次公開が予定されていたが、新型コロナウイルス感染拡大の影響で延期となり、2021年6月4日に公開された。
オーディションを経て、アスミック・エース配給で2019年8月公開の映画『イソップの思うツボ』の主演・亀田美羽役に抜擢。同映画のキャストが公開された際、Yahoo!リアルタイム検索に石川の名前が8位にまで上った。TOHOシネマズ日比谷で行われた初日舞台挨拶では「撮影のときには上映館が109館というのも、こんな光景が目の前に広がるというのも想像できなかったので、今すごくうれしいです」と喜びをあらわにした。
2020年1月1日より、ソニー・ミュージックアーティスツに移籍。前所属事務所のチーズfilmも「サポートタレント」という枠組みを新たに作り、引き続き石川をサポートする。同年8月から放送の東海テレビ制作連続ドラマ『13』にて主人公の妹役を演じ、これが連続ドラマの初レギュラー出演となった。

## 人物・エピソード
特技にダンス、テニス、水泳、蕎麦の早食いを挙げており、特にダンスは幼稚園生の頃から続けており、大学でもダンスサークルに入ってヒップホップをやっていた。影響を受けた映画に『ダンサー・イン・ザ・ダーク』を挙げる。
派手なことはあまり好まないタイプ
役の中に自身の色が出てきてしまうのを嫌い、オーディションの際には自身のことを話したり伝えたりすることはほとんどなく、自分より役を見てほしいと考えている。これは『Superendroller』の舞台稽古中、役を演じていたつもりが「それは瑠華だから」と指摘されて悔しかった経験から来ている。オーディション前にはカフェなどに入ってイメージに近い音楽を聞くことで感情にスイッチを入れているという。役者としての将来像は「芸能人じゃない人。普通の人を普通に演じられる人。」と答えており、石川瑠華という名前よりも役名で覚えていてもらえるような役者を目指している。
映画『イソップの思うツボ』のオーディション終了直後、担当の監督3人の間では特別「石川がよかった」という意見は出ていなかったものの、特別華があったり、特別芝居が上手かったりを超えた何かを感じ取り、3人の監督全員が「この子は残しておこう」と石川の名前を候補に残していた。結果、新人女優ながらヒロインへの抜擢へと至った。
映画監督の児山隆が第2回未完成映画予告編大賞出品作『猿楽町で会いましょう』の主役をどうするか考えていた際、Instagramで石川の写真を見て、まだ女優の仕事を行っていなかったものの「この人、すごい実在感があるな」と強く惹かれ、ダイレクトメッセージで出演をオファーした。映画化が決定した際も石川を最初にキャスティングし、「石川さんだけは絶対に残したい」とプロデューサーに伝えたという。
石川はインタビューで「濡れ場には抵抗ないか」と問われた際、「いい作品のためなら、何でもいいが、観た人が脱いでいたことしか頭に残らなかったら嫌だ」と返答。『猿楽町で会いましょう』『うみべの女の子』どちらも性を超えたものを描いているから、私自身は脱いでも脱がなくても、どっちでもいい」と答えている。
「瑠華」という名前は、母親が好きだったドラマ『人間・失格〜たとえばぼくが死んだら』で堂本光一が演じた「影山留加」から付けられた。

## 出演
主演のものは太字で表示

### テレビドラマ
- 御茶ノ水ロック 第5話（2018年2月8日、テレビ東京） - 晃子 役
- 絶景探偵。SP（2019年3月1日、福島中央テレビ） - ヒロイン・本村珠緒、ハナ 役（二役）[21]
- 13（2020年8月1日 - 22日、フジテレビ / 東海テレビ） - 相川千帆 役[22]
- スポットライト 第8話「アタシはカレシ」（2020年8月25日、TOKYO MX1） - 歩美 役[23]
- つまり好きって言いたいんだけど、（2021年10月7日（6日深夜）- 12月23日（22日深夜）、テレビ東京） - 森田美久 役[24]
- スナック キズツキ 第4話（2021年10月29日、テレビ東京） - 葵ちゃん 役
- 正直不動産 第2話（2022年4月12日、NHK総合） - 桃香 役
- 階段下のゴッホ（2022年9月21日 - 11月9日、TBS） - 高尾ハナ 役[25]
- 親友は悪女（2023年1月8日 - 3月26日、BSテレビ東京） - 本田愛 役[26]
- ああ、ラブホテル 〜秘密〜 第1話「狐と狸」（2023年5月19日、WOWOW） - 北野葵 役[27]
- 犬と屑（2023年6月9日 - 7月28日、毎日放送） - 鴨下善子 役[28]
- このハンバーガー、ピクルス忘れてる。（2023年8月15日 - 9月5日、TOKYO MX） - ヒロイン・アキ 役[29]
- あれからどうした 第1話「虚実の社員食堂」（2023年12月27日、NHK総合） - 女従業員 役[30]
- 瓜を破る〜一線を越えた、その先には（2024年1月24日 - 3月20日、TBS） - 小平蓮 役[31]
- 『I am…』23歳たち「打ち明けられない私の恋人」（2024年2月19日、フジテレビ） - 岡島茉里 役[32]
- バントマン（2024年10月12日 - 12月21日、東海テレビ / フジテレビ） - 梶間響子 役[33][34]
- 仮面ライダーガヴ 第11話・第12話（2024年11月17日・24日、テレビ朝日） - 鳥谷栄美 役[35]
- TRUE COLORS 第2話（2025年1月12日、NHK BS・BSプレミアム4K） - 結花 役[36]

### ウェブドラマ
- 告ったり、フラれたり 第25話「こんな生活終わってほしいと願った私がバカだった」（2019年9月27日、YouTube）
- 猿に会う（2020年4月10日 - 18日、dTV） - 飯田のぞみ 役
- 水曜日、22時だけの彼
- 雨に叫べば（2021年12月16日、Amazonプライムビデオ） - 神野幸子 役[37]
- 君のことだけ見ていたい（2022年6月17日、全4回、Hulu） - ヒロイン・吉村莉子 役[38]
- 『I am…』23歳たち「打ち明けられない私の恋人」（2024年1月26日、FOD） - 岡島茉里 役[39][40]

### テレビ番組
- 全力坂（2018年6月13日・22日、テレビ朝日）[41][42]
- 痛快TV スカッとジャパン（2018年12月17日・2019年1月14日・2月25日、フジテレビ）

### 映画
- きらきら眼鏡（2018年9月15日、S・D・P、監督：犬童一利）[43]
- 希望のゆくえ（2019年7月7日「ムビハイ19」にて上映、監督：貝田祐介） - 佐々木菜々子 役[注 2][44]
- イソップの思うツボ（2019年8月16日、アスミック・エース、監督：浅沼直也・上田慎一郎・中泉裕矢） - 亀田美羽 役[注 3][45]
- 左様なら（2019年9月6日、SPOTTED PRODUCTIONS、監督：石橋夕帆） - 松井美優 役[46]
- 恐怖人形（2019年11月15日、キグー、監督：宮岡太郎） - まどか 役
- SHELL and JOINT（2020年3月27日、ギグリーボックス、監督：平林勇）※第41回モスクワ国際映画祭参加作品
- 13月の女の子（2020年8月15日、チーズfilm、監督：戸田彬弘） - 奥沢ほのか 役[47]
- 猿楽町で会いましょう（2021年6月4日、エレファントハウス、監督：児山隆） - 田中ユカ 役[注 4][48]
- うみべの女の子（2021年8月20日、スタジオジャム、監督：ウエダアツシ） - 佐藤小梅 役[注 5][49]
- クオリア（2023年11月18日、D-films、監督：牛丸亮） - 渡辺咲 役[50][51]
- 市子（2023年12月8日、ハピネットファントム・スタジオ、監督：戸田彬弘） - 北見冬子 役[52]
- 闇國〜二重人格の男（2023年公開予定、監督：藤井秀剛） - ヒロイン・佐竹花 役
- 三日月とネコ（2024年5月24日、監督：上村奈帆） - 牛丸つぐみ 役[53]
- 雨とひかり（2024年10月19日、監督：桜屋敷知直） - 雨宮澪 役[54]
- 水の中で深呼吸（2025年7月25日、監督：安井祥二） - 朝比奈葵 役[55][56]
- 君の顔では泣けない（2025年11月14日公開予定、監督：坂下雄一郎）[57]

#### 短編映画
- stay（「第20回（TAMA NEW WAVE」出品・ある視点 Vol.3にて上映、監督：藤田直哉）
- ビート・パー・MIZU（「MOOSIC LAB 2019」短編部門作品、監督：富田未来） - 隅子 役[58]

### 舞台
- フロアトポロジー第8回公演「SUGAR WORKS」（2017年8月16日 - 20日、明石スタジオ）
- ラ・セッテ×イヌッコロ コラボ公演「まわれ!無敵のマーダーケース」（2017年10月12日 - 22日、サンモールスタジオ）
- Superendroller LIVE "scene04"「hammer & hummingbird」（2018年2月28日 - 3月4日、すみだパークスタジオ倉） - クチバシ 役

### MV
- 宇宙団「ヘルプ!」（2018年）
- TSUKEMEN「WINNING RUN」（2018年）
- 井上苑子「踏み出す一歩が僕になる」（2018年）
- ゆず「イコール」（2018年）
- 森本ケンタ「trigger」（2018年）
- 森本ケンタ「時を止めて」（2018年）
- Shift Control「ペトリコール」（2018年）
- Aimer「We Two」（2019年） - アニメーションモデル[59]
- ロイ-RöE-「VIOLATION*」（2019年）[60]
- とけた電球「焦がれる」（2019年）
- Only Hip Club「Monday Sunday」（2020年）[61]
- This is LAST「結び」（2024年）
- クジラ夜の街 × 崎山蒼志「劇情」（2024年）[62]

### CM・広告映像
- JT スペシャルムービー「想うた 愛する人を想う」篇（2018年）※Web限定CM
- Google Home Mini「Loves Cat」篇（2018年）
- JR東日本「TYO by Shinkansen!」（2019年）
- 読売ジャイアンツ「6月18日(火)はみんなでアフロ」（2019年）[63]
- TAMA-KYU「覆面マスクビヨ〜ン」（2019年）
- AViVA「役立つクリエイティブスキル」篇（2020年）
- はなさく生命「はなさく変額保険」（2024年）

### その他コンテンツ
- 女子大生水着美女図鑑 2017 Summer（2017年）
- コウキシン女子の初体験 vol.17（2019年）[64]